# Acaena alpina
Acaena alpina är en rosväxtart som beskrevs av Eduard Friedrich Poeppig. Acaena alpina ingår i släktet taggpimpineller, och familjen rosväxter. Inga underarter finns listade i Catalogue of Life.